# Lucie Taïeb
Lucie Taïeb, née le 6 décembre 1977, est une écrivaine et traductrice française.

## Biographie
Lucie Taïeb est agrégée d’allemand en 2002. En 2008, sous la direction de Jean-Yves Masson à l'université Paris IV, elle obtient le titre de docteur en littérature comparée en présentant sa thèse, intitulée « Territoires de mémoire, l’écriture poétique à l’épreuve de la violence historique. Nelly Sachs, Edmonds Jabès, Juan Gelman ». Cette thèse a fait l'objet d'une publication en 2012. Lucie Taïeb est actuellement maître de conférences en études germaniques à l’Université de Brest.  
Germaniste se spécialisant dans la littérature autrichienne, Lucie Taïeb traduit régulièrement en revue et a fait paraître aux Atelier de l'agneau Gauche et droite de Jandl, en 2010 et Scardanelli, de Friederike Mayröcker, en 2017 . En 2010, Taïeb présente le travail de Heidi Pataki dans la revue Germanica. 
L'œuvre poétique de Lucie Taïeb a d'abord paru dans des revues  Depuis 2016, son travail est publié aux éditions de l'Ogre pour les formes narratives. 

## Analyse de l'œuvre
Lucie Taïeb appartient à la génération de poètes qui s'attache à décrire comment est le monde. Depuis son travail universitaire, portant sur la question de l'écriture à l'épreuve de la violence, le travail poétique de Lucie Taïeb interroge dans tout aura brûlé les mécanismes intimes, familiaux qui la permettent. Puis dans Safe l'auteure questionne la "réception intime de [la] peur diffusée à grande échelle, sur ses effets (...) jusque dans nos rêves" . La poésie et les formes narratives de Lucie Taïeb interrogent la présence et l'absence au monde du corps, son déplacement affectif, intellectuel et mémoriel. C'est dans cet interstice que s'esquissent "les ébauches de lutte qu’il s’agirait de parvenir à imaginer en secret." Dans Depuis Distance, "la distance n’est pas l’affaire du seul espace. Elle s’installe aussi dans le souvenir, la répétition, l’anticipation, dans ce qui sera et en même temps ne sera pas. C’est l’impossibilité d’être pleinement là, de coïncider au monde et à l’autre"  Dans Safe, c'est le rêve qui le produit, la narratrice étant "du début à la fin du livre est elle-même prise dans cet entre-deux du virtuel et de l’actuel, jamais complètement elle-même et sans cesse glissant ailleurs, existant aussi dans d’autres dimensions de l’espace et du temps".  
Dans une langue au « lyrisme à cordes cassées net, à la verticale du poème » Peuplié mêle davantage que ses précédents livres son rapport à la traduction, et notamment celui entretenu avec la littérature allemande, mettant en scène les dernières amours de "Fredinand" Man et Lisel Wagner, en même temps que "l'aventure d'un arbre devenu verbe" .
Le travail de Lucie Taïeb s'associe régulièrement à celui d'artistes, comme dans tout aura brûlé avec les lithographies de Sidonie Mangin, ou avec les photographies de David Falco pour l'exposition Entre-temps. Elle donne également régulièrement des lectures de ses textes, mêlant parfois différentes langues.

## Œuvre

### Autrice
- tout aura brûlé, avec des illustrations de Sidonie Mangin, Nantes, Les Inaperçus, 2013
- La Retenue, Nantes, Éditions Lanskine, 2015
- Safe, Paris, Éditions de l'Ogre, 2015
- Depuis Distance, Nantes, Éditions Lanskine, 2017
- Peuplié, Nantes, Éditions Lanskine, 2019
- Les Échappées, Paris, Éditions de l'Ogre, 2019 – Prix Wepler 2019
- Freshkills, Varia (Montréal), 2019 (Éditions de la Contre allée, 2020)
- Capitaine Vertu, Paris, Éditions de l'Ogre, 2022
- L'art de panser les plaies, Boucq, Faï Fioc, 2022
- La mer intérieure, Paris, Éditions Flammarion, 2024

### Traductrice
- Groite et Dauche, Ernst Jandl, Saint-Quentin-de-Caplong, Atelier de l’Agneau, 2011
- Cruellement là, Friederike Mayröcker, Saint-Quentin-de-Caplong, Atelier de l'Agneau, 2015
- Les contes du Paradis, Kurt Schwitters et Käte Steinitz, Paris, Éditions Ypsilon, 2016
- Scardanelli, Friederike Mayröcker, Saint-Quentin-de-Caplong, Atelier de l'Agneau, 2017
- Politique et poésie des déchets, Jennifer Scappettone, Vacarme, no 79, 2017
- Printemps sombre, Unica Zürn, Paris, Éditions Ypsilon, 2024

### Théoricienne
- Territoires de mémoire : L'écriture poétique à l'épreuve de la violence historique, Paris, Classiques Garnier, 2012